# Eueides pallens
Eueides pallens är en fjärilsart som beskrevs av Hans Ferdinand Emil Julius Stichel 1903. Eueides pallens ingår i släktet Eueides och familjen praktfjärilar. Inga underarter finns listade i Catalogue of Life.